# Orogene cyclus
Een orogene cyclus is een op zeer lange tijdschaal herhalend patroon van tektonische processen in orogene gordels - langgerekte zones in de korst die de sporen van beweging en vervorming vertonen. De cyclus is op meerdere manieren beschreven. Alle beschrijvingen beginnen met een fase van sedimentatie in een diepe zee of oceaan. Het aldus ontstane sedimentair gesteente wordt daarna vervormd door plooien en breuken. Deze tektonische activiteit verandert het gebied in een accretiezone en daarna in een gebergte. Gebergtes worden afgebroken door erosie en verzakking, waarna uiteindelijk nieuwe bekkens vormen. De complete cyclus wordt verondersteld ongeveer 150 tot 300 miljoen jaar in beslag te nemen.
Het patroon werd door geologen herkend sinds het einde van de 19e eeuw, hoewel de verklaringen ervoor in de loop der tijd sterk veranderd zijn. Verouderde beschrijvingen gaan uit van geosynclines. Sinds 1950 zijn verklaringen van tektonische en geologische structuren gebaseerd op de beweging van continenten en de platentektoniek. Dit leidde tot het idee dat plaattektonische processen zich herhalen, wat een Wilsoncyclus wordt genoemd.

## Fasen in de cyclus
In alle orogene gordels zijn dikke lagen sedimentair gesteente te vinden die gevormd werden voor er een gebergte ontstond. Het gaat vooral om mariene sedimentair gesteente, dat zowel in ondiep als diep water werd gevormd. De diepere sedimenten worden vaak vergezeld door mafische intrusies, vulkanieten en ofiolietseries. De verklaring voor het voorkomen van zulke gesteenten is dat orogene gordels ontstaan in gebieden waar eerder oceanisch bekken lag met een divergente plaatgrens in het midden. De mariene sedimenten werden gevormd op of langs het continentaal plat, langs de passieve marges van een continent. In het oceanische bekken vinden oceanische spreiding en extensie plaats. Ofiolieten en mafische intrusies zijn overgebleven fragmenten van de oceanische korst.
Deformatie begint met overschuivingen en plooien in het dikke pakket marien gesteente in het voorland. Dit wordt de pre-collisiefase of pre-orogene fase genoemd. De platentektoniek verklaart het begin van de deformatie met convergente plaatbeweging langs een subductiezone. Zogenaamde flysch, diepzeesediment dat in een oceanische trog bij een subductiezone ontstaat, is deel van de meeste gebergtezones. Fragmenten van de oceanische korst komen in de plooi- en schuifgordel terecht, waar een accretiewig ontstaat. Langs een subductiezone komt bovendien vulkanisme voor: er groeit een vulkanische eilandboog in het achterland. Er vindt in dit stadium ook extensie plaats. Eilandengroepen of microcontinenten splitsen zich van een continent af door achterboogextensie. 
In de volgende fase komt de orogene gordel boven water te liggen. Diep-mariene sedimentatie maakt plaats voor de afzetting van molasse, afbraakproducten van de groeiende gebergtewig. De aanhoudende deformatie, tektonische opheffing en denudatie zorgt ervoor dat in het centrale deel van de orogene gordel diepere delen van de korst, metamorfe terreinen, aan het oppervlak komen. Een ander kenmerk zijn felsische intrusies, vooral granietlichamen. De platentektoniek verklaart deze fase met het geleidelijk sluiten van het oceanisch bekken. Convergente plaatbeweging brengt microcontinenten, eilandgroepen en eilandbogen samen in de orogene gordel. De zone waar accretie van zulke terreinen plaatsvindt is tektonisch mobiel en actief. Ten slotte "botsen" de continenten zelf op elkaar tijdens de fase van continent-continentcollisie. De mobiele gordel verandert daardoor in een gebergtegordel.
De opheffing, denudatie en deformatie in een orogene gordel houden nog enige tijd aan nadat de collisie en subductie afnemen. Als de hele orogene gordel boven water ligt worden alleen nog landsedimenten afgezet. De gebergtewig wordt geleidelijk instabiel en er ontstaan afschuivingen waarlangs de massa zich verspreidt. Deze orogene ineenstorting uit zich uiteindelijk in het ontstaan van horsten en slenken. Er ontstaan bekkens en uiteindelijk een rift waarmee zich een nieuw oceanisch bekken vormt.

Ligging van Noord-Amerika en Europa in het supercontinent Pangea, na de Caledonische orogenese (Laat-Siluur t/m Perm). Het verschil in fossiele Vroeg-Paleozoïsche fauna's aan beide zijden van de rode lijn is het gevolg van de scheiding van de twee helften door een oceaan in de tijd vòòr Pangea. Opvallend is dat deze oceaan op kleine verschillen na de continenten op dezelfde manier scheidde als de huidige Atlantische Oceaan, die in het Jura begon te vormen.

## Voorbeelden
Orogene cycli vinden niet op alle continenten gelijktijdig of op dezelfde manier plaats. Het komt ook voor dat dezelfde cycli op verschillende continenten verschillende namen hebben. De grootste orogene gordel op Aarde is de Alpide of Alpen-Himalaya-gebergtegordel. De gebergten uit deze gordel ontstonden tijdens de nog steeds aanhoudende Alpiene orogenese, die begon rond 30 miljoen jaar geleden. De geologische opbouw van Europa bevat verschillende oudere orogene gordels, zoals de Hercynische en Caledonische gordels. Deze gordels zijn volledig door erosie en denudatie omgevormd tot schiervlaktes - in het geval bepaalde delen hoger liggen is dat veroorzaakt door latere opheffing. In sommige gebieden van Zuid-Europa is ook nog een oudere Cadomische gebergtevorming herkend. In het Baltisch Schild zijn daarnaast sporen van meerdere oudere cycli te vinden.
In de tijdspan van de Caledonische en Hercynische gebergtevorming in Europa vonden in Noord-Amerika de Taconische, Acadische en Alleghenische orogeneses plaats. De Europese en Noord-Amerikaanse tektoniek hielden echter verband met elkaar. Het verschil in naamgeving komt voornamelijk voort uit het feit dat de geologen aanvankelijk niet wisten dat de continenten tijdens het Laat-Paleozoïcum aan elkaar vast lagen.